# 王琦 (医生)
王琦（1943年2月—），男，江苏高邮人，国医大师。现为北京中医药大学教授、博士研究生导师和学术委员会委员，中医体质与生殖医学研究中心主任，中国性学会第四届理事会常务理事，中国国家人事部、卫生部、中医药管理局推选的全国第二和第三批五百名著名老中医之一。

## 著作
主要著作包括《中医体质学》、《中国腹诊》、《中医男科学》、《中华中医男科丛书》、《王琦男科学》、《男科中西医汇通》、《中医藏象学》、《经方应用》、《藏象概说》、《伤寒论讲解》等，并且有日语、朝鲜语、英语等语言的译本。

## 学术思想
王琦教授在中医方面的主要贡献有：创建和完善了中医体质学、中医男科学、中医藏象学、中医腹诊学四大学术体系。
他带领课题组进行的研究《中医体质分类判定标准的研究及其应用》获得了2007年度国家科学技术进步奖二等奖。